# Kalev

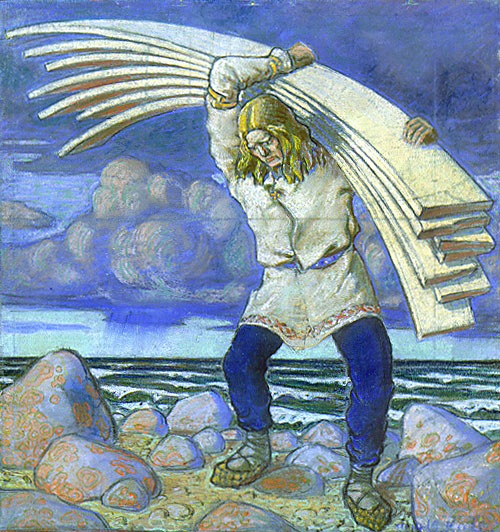
Fils de Kalev, illustration de l'épopée nationale estonienne Kalevipoeg, par le peintre Oskar Kallis (1914).

Dans la mythologie estonienne (et dans l'épopée Kalevipoeg de Friedrich Reinhold Kreutzwald), Kalev est le père de Kalevipoeg, et le mari de Linda, une jeune orpheline sortie d’un œuf de tétras. Toompea est supposément son tombeau, que Linda aurait fait elle-même pour son mari en entassant les pierres une à une.